# Denis D’Agosto
Denis D’Agosto war ein uruguayischer Fußballspieler.

## Verein
Der el León genannte Verteidiger D’Agosto gehörte von 1921 bis 1933 dem Kader des Club Atlético Peñarol an. Dort wurde er 1921, 1928, 1929 und 1932 mit seinem Verein Uruguayischer Meister in der Primera División. Auch 1924 gewann er mit den Aurinegros während der Phase der Spaltung der Organisationsstruktur des uruguayischen Fußballs die von der Federación Uruguaya de Football (FUF) ausgespielte Parallel-Meisterschaft. 1928 siegte man zudem bei der Copa Aldao. Ende der 1920er Jahre bildete der als typischer, kräftiger und enthusiastischer Verteidiger jener Zeit beschriebene D’Agosto mit Alberto Nogués das Innenverteidigerpärchen der Stammelf und war bei den Fans ob seines schneidigen Auftretens insbesondere in den Begegnungen gegen den großen Rivalen Nacional beliebt.

## Erfolge
- Uruguayischer Meister (1921, (1924), 1928, 1929 und 1932)
- Copa Aldao (1928)